# Жидебайський сільський округ
Жидеба́йський сільський округ (каз. Жидебай ауылдық округі, рос. Жидебайский сельский округ) — адміністративна одиниця у складі Актогайського району Карагандинської області Казахстану. Адміністративний центр — село Сауле.
Населення — 1068 осіб (2021; 1368 у 2009, 1974 у 1999, 2376 у 1989).
Станом на 1989 рік існувала Кіровська сільська рада (села Жаланаш, Каракой, Кірово, Сауле, Чапаєво). 2007 року було ліквідовано село Карпетай.

## Склад
До складу округу входять такі населені пункти:
| Населений пункт | Населення, осіб (1989) | Населення, осіб (1999) | Населення, осіб (2009) | Населення, осіб (2021) |
| --------------- | ---------------------- | ---------------------- | ---------------------- | ---------------------- |
| Жаланаш, село   | 277                    | 230                    | 215                    | 201                    |
| Каракой, село   | 165                    | 112                    | 137                    | 60                     |
| Карпетай, село  | 169                    | 81                     | -                      | -                      |
| МТС, село       | 297                    | 213                    | -                      | -                      |
| Сауле, село     | 1028                   | 1009                   | 725                    | 543                    |
| Ушарал, село    | 440                    | 329                    | 291                    | 264                    |